# Angraecum didieri
Angraecum didieri (Baill. ex Finet) Schltr. è una orchidea epifita, originaria del Madagascar.

## Descrizione
Angraecum didieri ha uno sviluppo monopodiale, e non raramente emette diramazioni dal fusto principale, che trasporta normalmente da 5 a 8 foglie coriacee. Porta su un breve stelo un solo fiore, profumato di notte, membranoso e con uno sperone di 14–15 cm. Periodo di fioritura: tra aprile e giugno.

## Distribuzione e habitat
La specie è diffusa nel Madagascar.
Il suo habitat sono i boschi umidi, dal livello del mare fino a 1500 metri.

## Coltivazione
È una specie non difficile da coltivare in mancanza di una serra. Generalmente questa miniatura viene coltivata su zattera, ovvero su pezzi di sughero. Come altri Angrecoidi deve avere una buona circolazione d'aria e non sopporta l'aria stagnante.